# Dirk Druyf
Dirk Druyf, auch Dirck Druijf, Dirk Druijf oder Dirck Druijf, (* um 1620, möglicherweise in Leiden; † um 1669 oder später, möglicherweise ebenda) war ein holländischer Maler und Zeichner des so genannten Goldenen Zeitalters.

## Leben
Über das Leben, die Herkunft und Ausbildung Dirk Druyfs ist kaum etwas bekannt. Nach einer Mitteilung von Abraham Bredius erklärte der Künstler am 30. August 1649 28 und am 8. August 1669 50 Jahre alt gewesen zu sein, sodass er etwa gegen 1620 geboren worden sein dürfte. Am 18. März 1648 wird er namentlich in den Büchern der Leidener Lukasgilde erwähnt. Darüber hinaus ist er undokumentiert und nur anhand einiger weniger signierter Gemälde und Zeichnungen als eigenständiger Künstler belegbar.

## Werke
Sein frühestes erhaltenes Werk ist das 1646 datierte Genrebild Ein Trinker am Fass, welches heute im Muzeum Narodowe in Danzig aufbewahrt wird. Aus dem Jahr 1656 hat sich das Bildnis einer alten Frau (Signatur: D.druijf fe. / 1.6.5.6.; 74,5 × 60,7 cm) erhalten, welches sich derzeit in der privaten SØR Rusche Sammlung in Oelde/Berlin befindet. Ein Miniaturbildnis eines jungen Mannes aus dem Jahr 1659 (Signatur: D. Druijf fe. 1659; 14 × 10,5 cm, oval; Inv.-Nr. A 2786) befindet sich im Rijksmuseum in Amsterdam. Ein weiteres Bild, mit der Darstellung eines Gitarrenspielers, wurde im Jahr 1990 in London versteigert.
Neben diesen Gemälden sind derzeit nur noch zwei Zeichnungen von 1655 bekannt, die sich im Besitz des Berliner Kupferstichkabinetts befinden: Bildnis des Joos Jacobsz. Crommelin. (Signatur: D. druyf f. 1655; 24,9 × 20,0 cm; Inv.-Nr. KdZ 30118) und Bildnis des Samuel Kechel. (Signatur: D: druyf. f. 1655.; 25,2 × 20,2 cm; Inv.-Nr. KdZ 30119). Diese Zeichnungen zeigen sowohl in der Technik, als auch in der Porträtauffassung und dem verwendeten Material Ähnlichkeiten zu den Bildnissen des Haarlemer Zeichners und Kupferstechers Cornelis Visscher, dessen Werke Druyf höchstwahrscheinlich bekannt gewesen sein dürften.
Darüber hinaus sind zwei weitere Bilder mit Darstellungen von Sommer und Winter, im Inventar von Jean le Plas aus dem Jahr 1651, dokumentarisch belegt.